# Eucaristía en la Iglesia católica

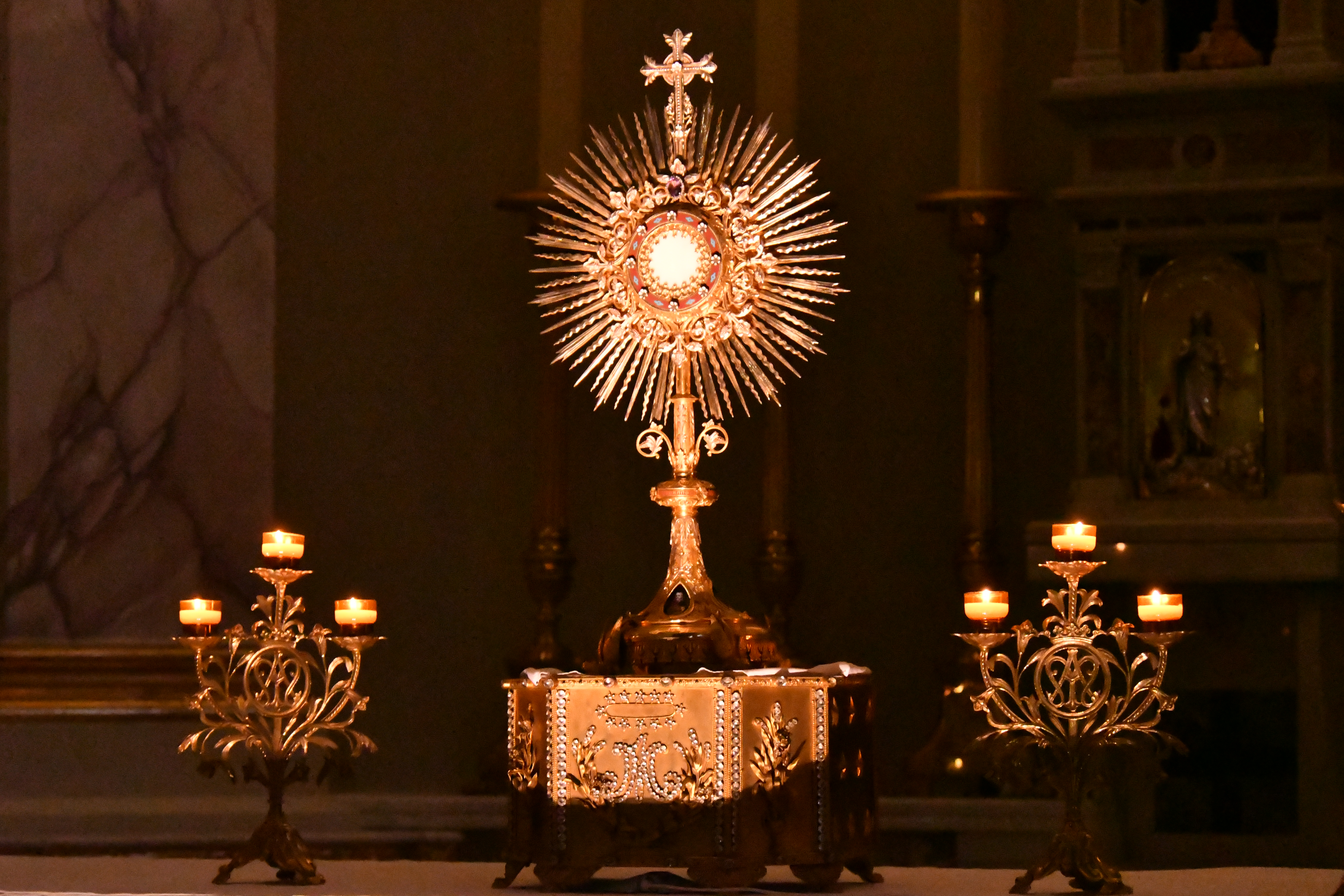
Eucaristía expuesta para la adoración

Eucaristía (en koine|εὐχαριστία|evcharistía|acción de gracias) es el nombre que los católicos dan a los sacramento por los que, según su creencia, el cuerpo y la sangre de Cristo están presentes en el pan y el vino que se consagran durante la liturgia eucarística católica, generalmente conocida como Misa. La definición de la Eucaristía en el  Código de Derecho Canónico de 1983 como el sacramento donde Cristo mismo "es contenido, ofrecido y recibido" señala los tres aspectos de la Eucaristía según la teología católica: la presencia real de Cristo en la Eucaristía, la Sagrada Comunión y el santo sacrificio de la Misa.
El nombre "Eucaristía" procede de la palabra griega "eucharistia", que significa "acción de gracias" y que hace referencia a los relatos de la última cena en Mateo 26:26-28, Marcos 14:22-24, Lucas 22:19-20 y I Corintios11:23-29, todos los cuales narran que Jesús "dio gracias" al tomar el pan y el vino.
El término Misa se refiere al acto por el cual se realiza el sacramento de la Eucaristía, mientras que el término Santa Comunión se refiere al acto por el cual se recibe la Eucaristía.
Santísimo Sacramento es un término  devocional utilizado en la Iglesia católica para referirse a la especie eucarística (pan y vino sacramentales consagrados) . Las hostias consagradas se guardan en un tabernáculo después de la Misa, para que el Santísimo Sacramento pueda ser llevado a los enfermos y moribundos fuera del tiempo de la Misa. Esto hace posible también la práctica de la adoración eucarística.

#### Antiguo Testamento

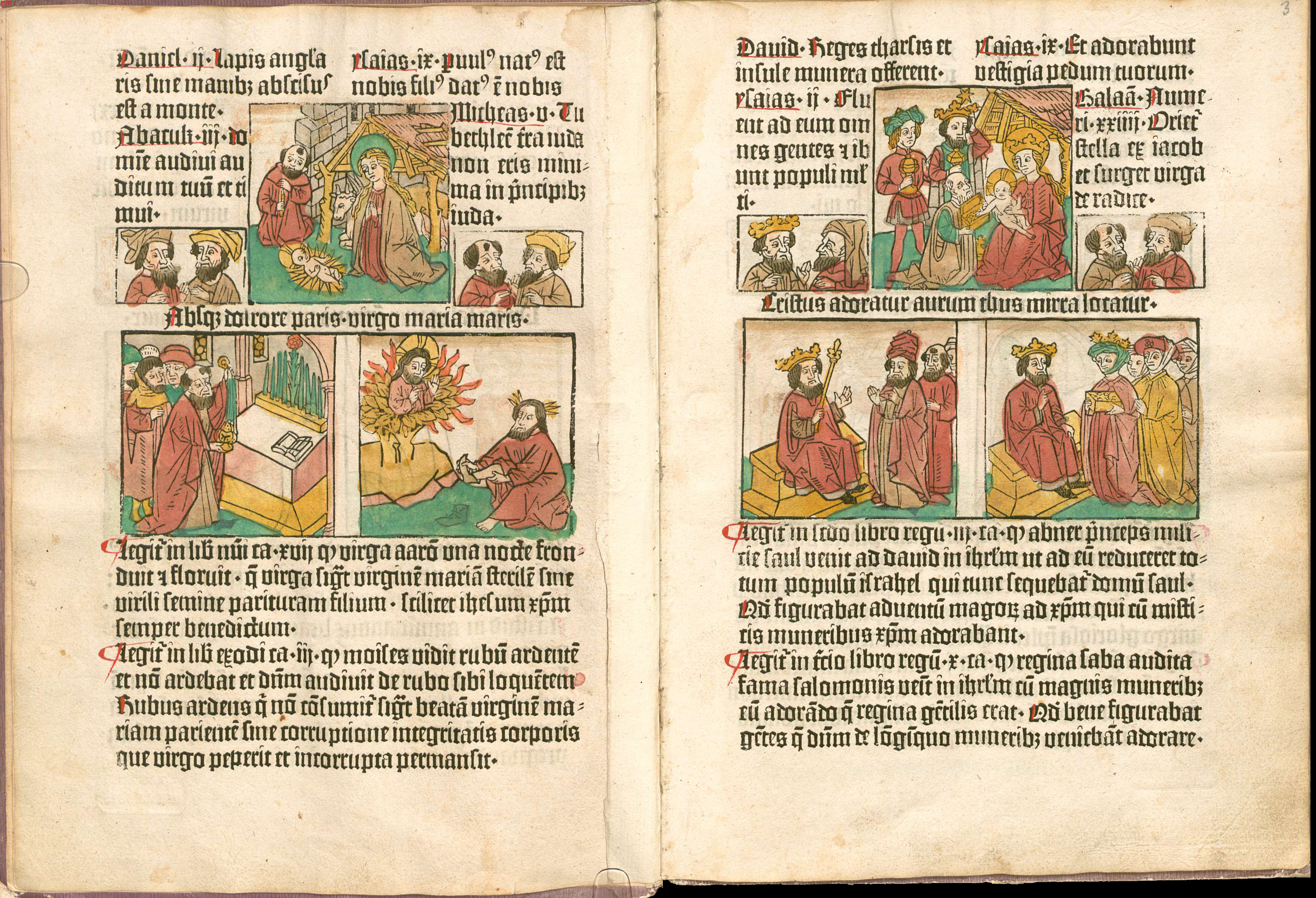
La reverencia que Moisés mostró ante la zarza ardiente en el monte Sinaí se equipara con la adoración de los Pastores y del sacerdote que celebra el sacrificio de la Misa

##### Segunda prefiguración

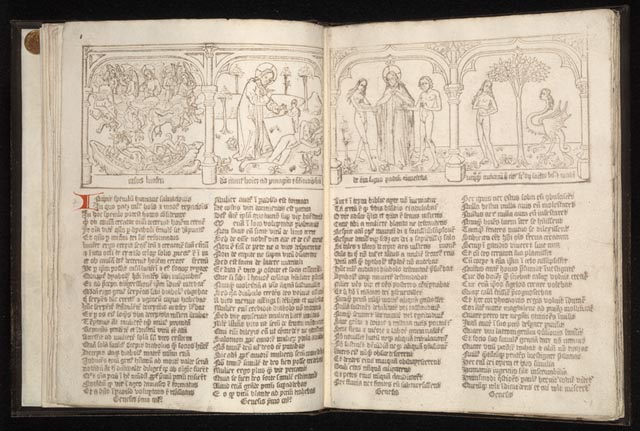
El Speculum Humanae Salvationis contiene ilustraciones de escenas relacionadas del Antiguo y Nuevo Testamento. Circa 1470.

##### Relatos de la institución

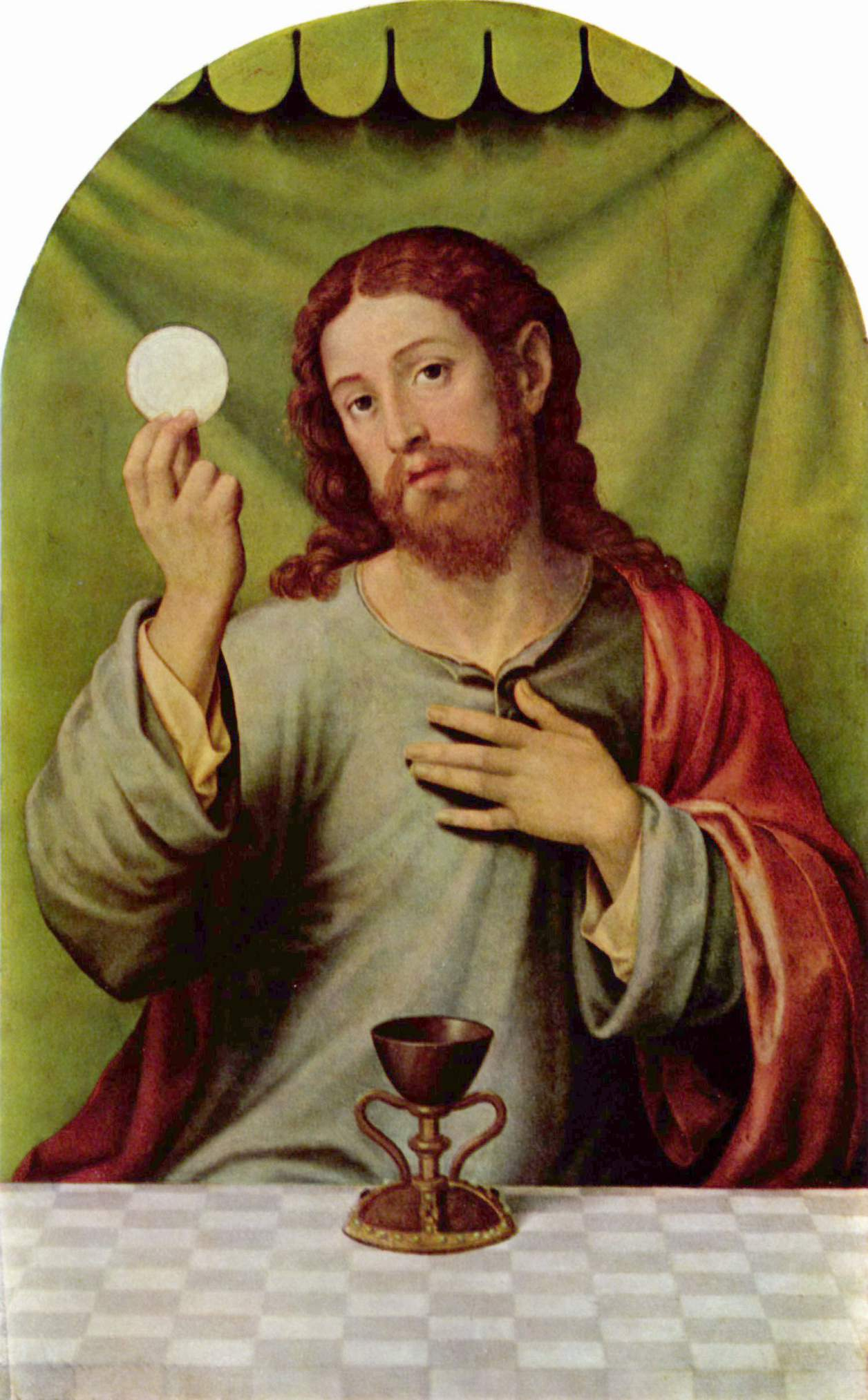
Jesucristo con la Sagrada Eucaristía

### A lo largo de los siglos

Alegoría de la Sagrada Eucaristía

## Eucaristía en la Misa

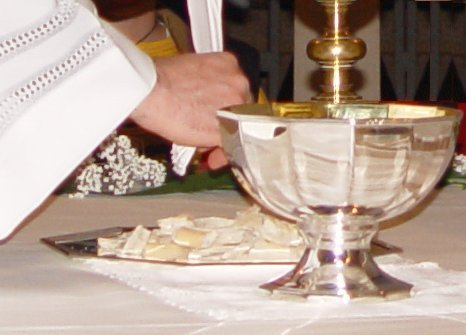
La fracción del pan (fractio panis) en la Eucaristía en una celebración del Camino Neocatecumenal

### Sacrificio

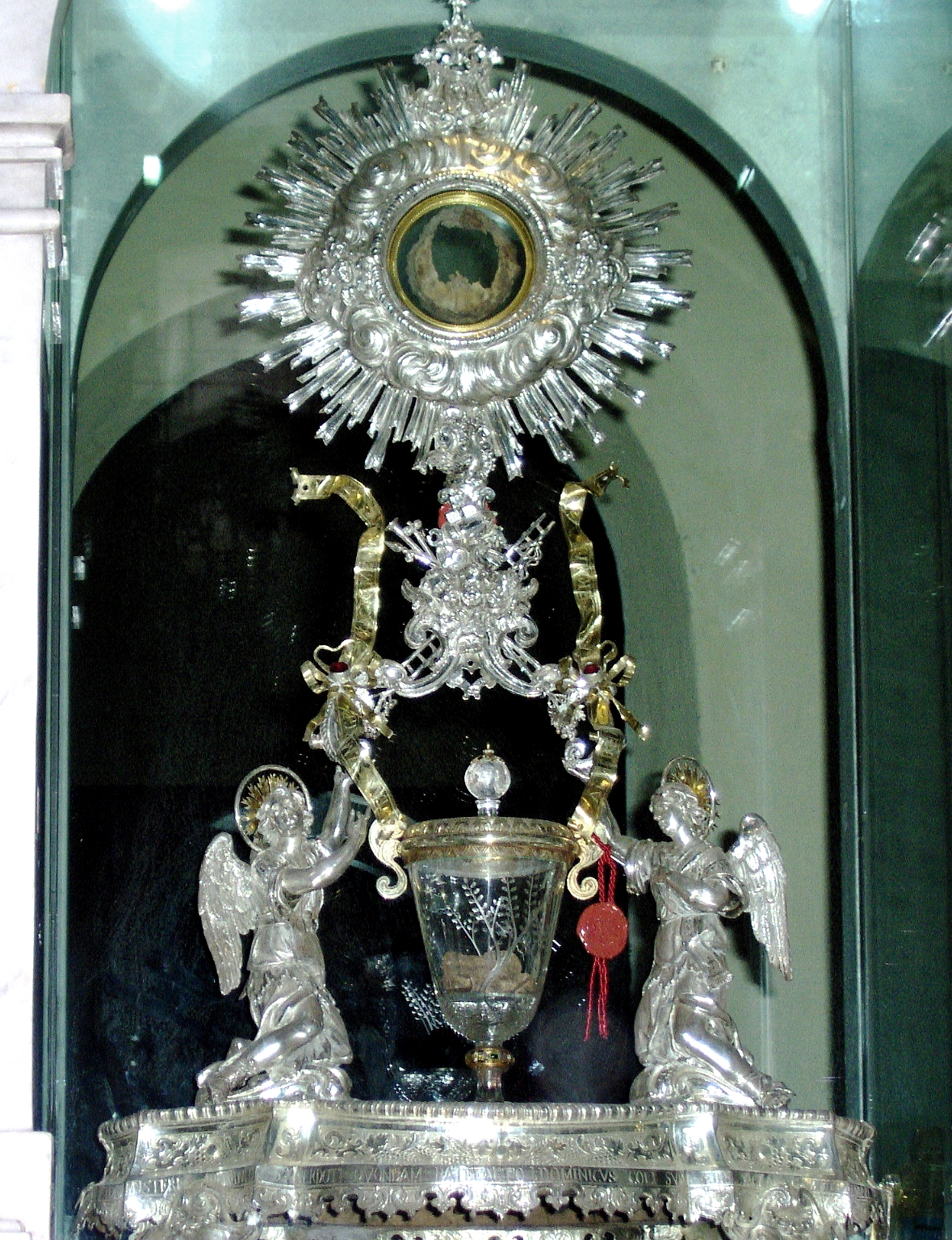
Milagro eucarístico de Lanciano

### Recepción de la Eucaristía

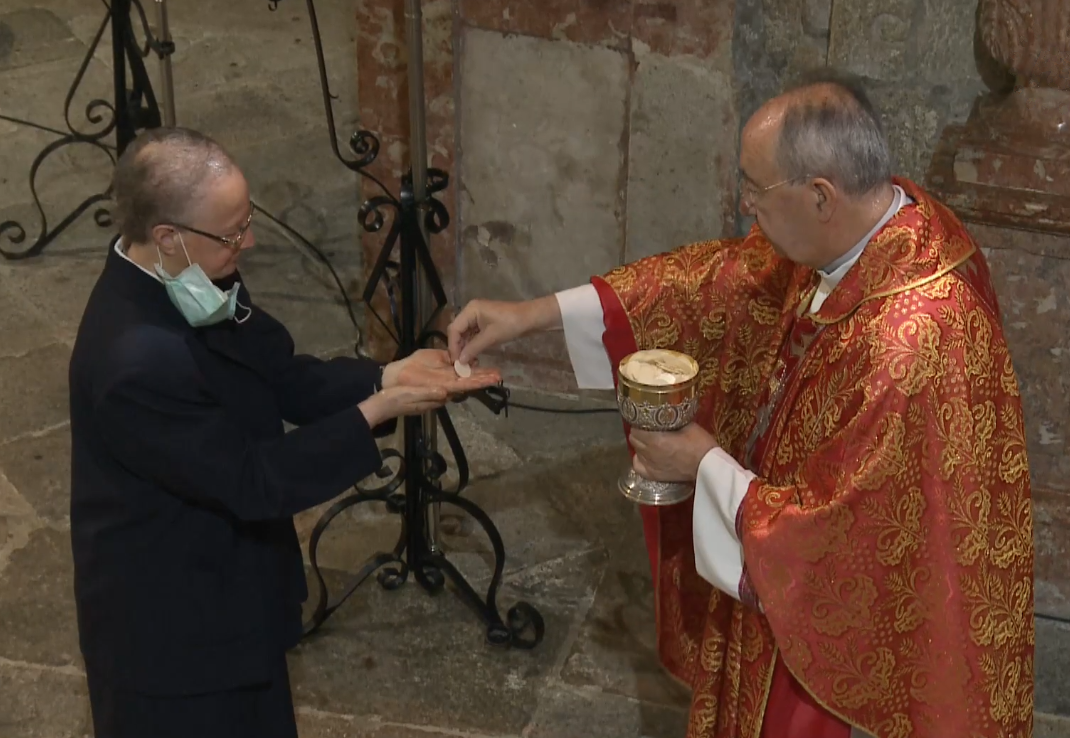
Comunión administrada en la mano, durante la pandemia COVID-19

## Historia de la teología eucarística católica